# 台の高札場跡

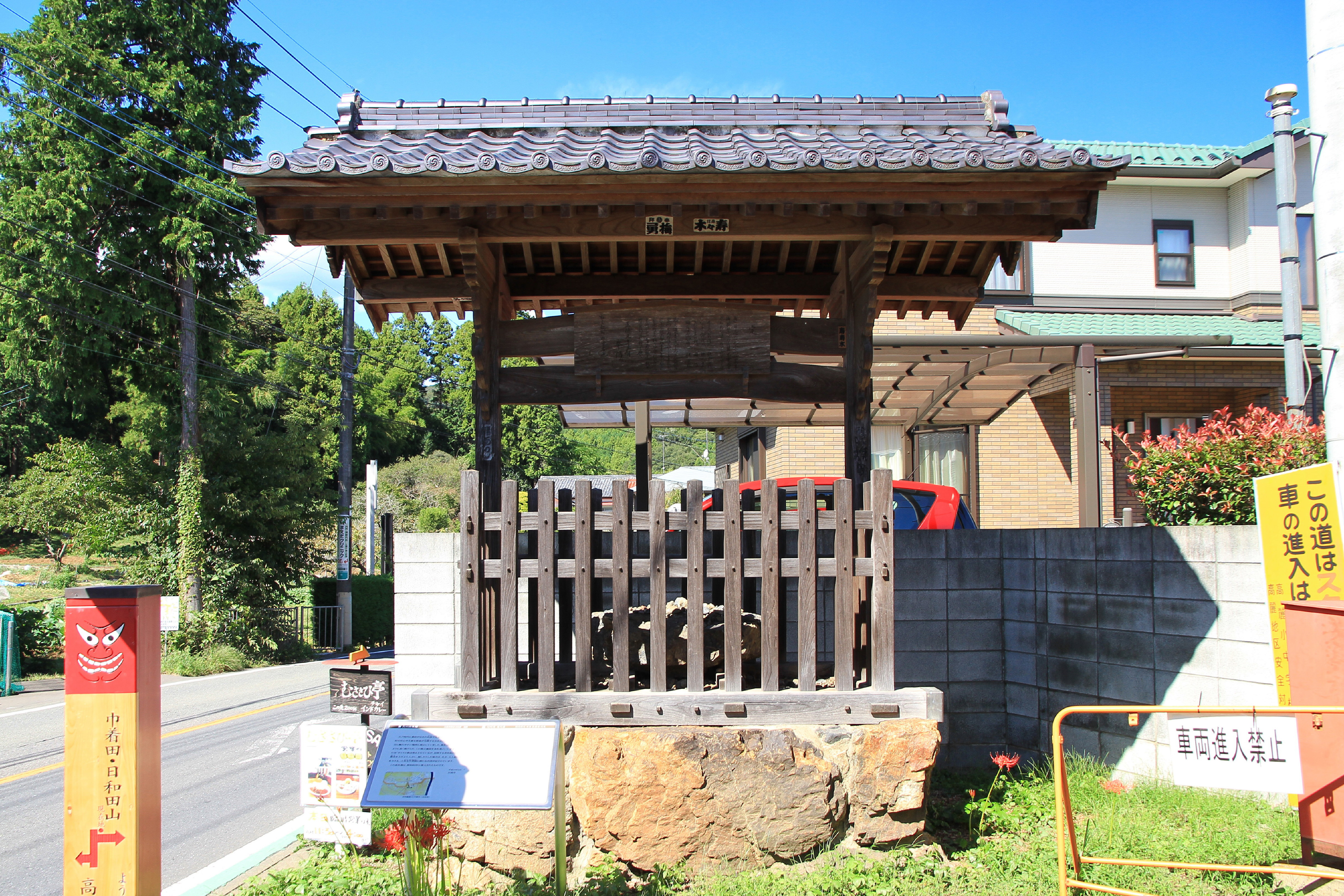
台の高札場跡（2012年10月）

台の高札場跡（だいのこうさつばあと）は、埼玉県日高市大字台121にある江戸時代の高札場跡。1982年（昭和57年）に日高市指定史跡に指定されている。

## 概要
現在のものは跡地に江戸時代の高札場の外観を1985年（昭和60年）に復元したものである。復元された高札には、キリスト教禁制に関する触書きを掲示しており、「キリスト教を信仰する者を発見し届け出た者には褒美を与える。しかし、匿うなどした場合は名主や五人組をも処罰する」という旨が記載されている。